# Омикрон Скорпиона
Омикрон Скорпиона (ο Sco, ο Scorpii) — звезда в южном зодиакальном созвездии Скорпиона. Обладает видимой звёздной величиной +4,57 и является достаточно яркой для наблюдения невооружённым глазом. Измерения параллакса привели к оценке расстояния от Солнца  до звезды 900 световых лет. Звезда расположена вблизи тёмного облака Ро Змееносца.
Омикрон Скорпиона является ярким гигантом спектрального класса A: A4II/III. Является одним из самых ярких объектов данного редкого класса звёзд. Масса ο Sco в 8 раз превышает солнечную, радиус в 15 раз превышает радиус Солнца, возраст оценивается в 40 млн лет. Светимость звезды в 3200 раз превышает светимость Солнца, температура внешних слоёв атмосферы составляет около 8128 K. Инфракрасный избыток, создаваемый околозвёздной пылью или инфракрасной звездой-спутником,  не наблюдается, но в целом излучение звезды подвергается экстинкции межзвёздной пылью.
Омикрон Скорпиона на протяжении XX века считали представителем Верхней подгруппы Скорпиона в OB-ассоциации Скорпиона — Центавра. Однако в более новых списках объектов ассоциации звезда не упоминается вследствие малого собственного движения и тригонометрического параллакса, полученного по наблюдениям спутника Hipparcos. Эта данные свидетельствуют в пользу того, что Омикрон Скорпиона является звездой фона, не связанной с ассоциацией.